# 메탈 블레이드 레코드
메탈 블레이드 레코드(영어: Metal Blade Records)는 헤비 메탈을 주로 하는 인디 레코드 레이블로, 1982년 브라이언 슬라겔이 설립하였다.

## 아티스트

### 현재
- 아몬 아마스
- 비히모스
- 블랙 달리아 머더
- 카니발 콥스
- 짐 브리어 앤 더 라우드 & 로디
- 짐 플로렌틴
- 킬스위치 인게이지
- 킹 다이아몬드
- 머시풀 페이트
- OSI
- 식스 피트 언더
- 트랜스아틀랜틱
- 화이트채플

### 이전
- 에인션트
- 애즈 아이 레이 다잉
- 비트윈 더 베리드 앤드 미
- 크레이들 오브 필스
- 다크 퓨너럴
- 구 구 돌스
- 헤이트 이터널
- 매노워
- 슬레이어
- 스팍스 비어드
- 보이보드